# Tetratheca erubescens
Tetratheca erubescens är en tvåhjärtbladig växtart som beskrevs av J.P.Bull. Tetratheca erubescens ingår i släktet Tetratheca och familjen Elaeocarpaceae. Inga underarter finns listade i Catalogue of Life.